# Аля Рахманова
А́ля Рахма́нова (псевдоним; настоящее имя Галина Александра фон Хойер / Galina Alexandra von Hoyer, урождённая Галина Николаевна Дюрягина) — русская писательница и биограф. Писала на русском языке, но все её произведения выходили только в немецком переводе.

## Биография
Родилась в семье врача в посёлке Каслинский завод (Екатеринбургский уезд Пермской губернии), ныне город Касли в Челябинской области. С 1916 училась на филологическом отделении историко-филологического факультета Пермского университета, образование завершила в Иркутске во время Гражданской войны. В 1921 вышла замуж за бывшего военнопленного, австрийца Арнульфа фон Хойера. С 1922 они жили в Перми, а в 1925 высланы из СССР. Сначала они поселились в Вене, в 1927 переехали в Зальцбург.
В 1931 году на основе своих личных дневников написала автобиографическое повествование, изданное под псевдонимом на немецком языке (в переводе её мужа) под названием Studenten, Liebe, Tscheka und Tod («Студенты, любовь, Чека и смерть») и описывающее её жизнь с 1916 по 1920 годы. Появившиеся вскоре продолжения составили трилогию, которая принесла «Але Рахмановой» международную известность. Её книги были изданы тиражом более двух миллионов экземпляров на 22 языках мира, но на русском до 2023 года не выходили.
В 1945 единственный сын Хойеров погиб в Вене в бою с Советскими войсками, а в 1946 Хойеры уехали в Швейцарию, где с 1949 жили в городе Эттенхаузен. Арнульф был её неизменным переводчиком на немецкий, и после его смерти в 1970 году она перестала писать.
Рахманова — писательница с очень определённой нравственной позицией, она пишет наглядно и увлекательно.

## Сочинения
- трилогия Symphonie des Lebens (Meine russischen Tagebücher)
  - Студенты, любовь, ЧK и смерть Studenten, Liebe, Tscheka und Tod, Salzburg, 1931
  - Семейная жизнь в красном вихре: Дневник русской жены Ehen im roten Sturm, Salzburg, 1932
  - Молочница в Оттакринге Milchfrau in Ottakring, Salzburg, 1933
- Geheimnisse um Tataren und Götzen, Salzburg, 1933 (сборник рассказов о детстве)
- Фабрика нового человека Die Fabrik des neuen Menschen, Salzburg, 1935 (роман получил на конкурсе в Париже в 1936 году первую премию как «лучший антибольшевистский роман современности»)
- Tragödie einer Liebe, Berlin, 1938
- Wera Fedorowna, Graz, 1939
- Einer von vielen. В 2-х тт., Zürich, 1947
- Das Leben eines grossen Sünders (Dostojewski), Zürich, 1947
- Sonja Kowalewski, Zürich, 1950
- Jurka erlebt Wien, Zürich, 1951
- Die Liebe eines Lebens (Turgenew), Frauenfeld, 1952
- Die falsche Zarin, Frauenfeld, 1954
- Im Schatten des Zarenhofes (Puschkin), Frauenfeld, 1957
- Ein kurzer Tag (Tschechow), Frauenfeld, 1961
- Tiere begleiten mein Leben, Frauenfeld, 1963
- Die Verbannten, Frauenfeld, 1964
- Tschaikowski, 1972

### Издания на русском языке
- Дневник русской студентки. — М., 2023. — 250 с. — ISBN 978-5-6049526-4-1
- Семья в красном вихре. — М., 2023. — 208 с. — ISBN 978-5-6048741-9-6
- Молочница в Оттакринге. — М., 2023. — 224 с. — ISBN 978-5-6049526-2-7